# قمران (الحيمة الخارجية)

تعديل مصدري - تعديل

قمران هي إحدى قرى عزلة بني وليد بمديرية الحيمة الخارجية التابعة لمحافظة صنعاء، بلغ تعداد سكانها 170 نسمة حسب تعداد اليمن لعام 2004.